# Lili Boulanger
Pour les articles homonymes, voir Boulanger (homonymie).
Marie Juliette Boulanger, dite Lili Boulanger, est une compositrice française, née le 21 août 1893 dans le 9e arrondissement de Paris et morte le 15 mars 1918 à Mézy-sur-Seine (Yvelines). Première femme à obtenir le prix de Rome de composition musicale, en 1913, elle est la sœur cadette de la pédagogue et compositrice Nadia Boulanger.

## Biographie

### Origines et jeunesse
Lili Boulanger voit le jour le 21 août 1893, dans le 9e arrondissement de Paris, au sein d'une famille de musiciens. Son père, Ernest Boulanger, est compositeur, premier grand prix de Rome en 1835, et professeur de chant au Conservatoire de Paris. Sa mère, née princesse Raïssa Ivanovna Mychetsky (ou Mychetskaya), est une cantatrice russe, originaire de Saint-Pétersbourg. L'ambiance familiale est donc propice à l'étude de la musique, art pour lequel la jeune Lili montre très tôt d'étonnantes dispositions. Dès six ans, elle sait déchiffrer les partitions — avant même de savoir lire — et étudie l'harmonie.
Gabriel Fauré, ami de la famille, est émerveillé par sa précocité et lui donne ses premières leçons de piano. Elle est âgée de deux ans lorsque les premiers troubles de déficience immunitaire apparaissent avec une tuberculose intestinale. Dès lors, elle sera constamment malade. L'enfant reçoit à domicile l'enseignement d'éminents professeurs, notamment Georges Caussade pour la fugue et le contrepoint. Elle étudie, outre le piano, le violon, le violoncelle, la harpe — elle a pour professeur le célèbre harpiste Alphonse Hasselmans —, l’orgue. Elle s'essaie à la composition, encouragée par sa sœur Nadia, mais ne subsiste de ses œuvres de prime jeunesse qu'une valse en mi majeur, composée en 1906.

### Succès

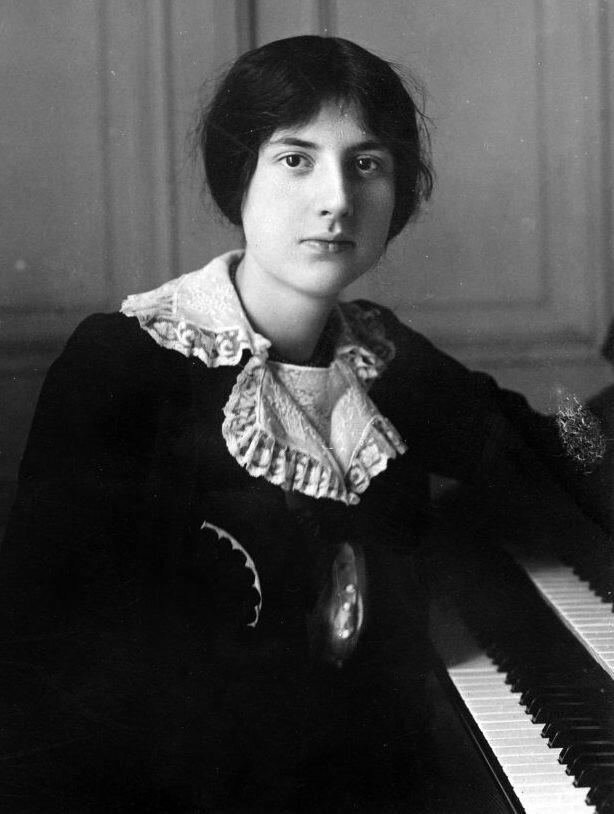
Lili Boulanger en 1913, à la suite de l'obtention du Grand Prix de Rome.

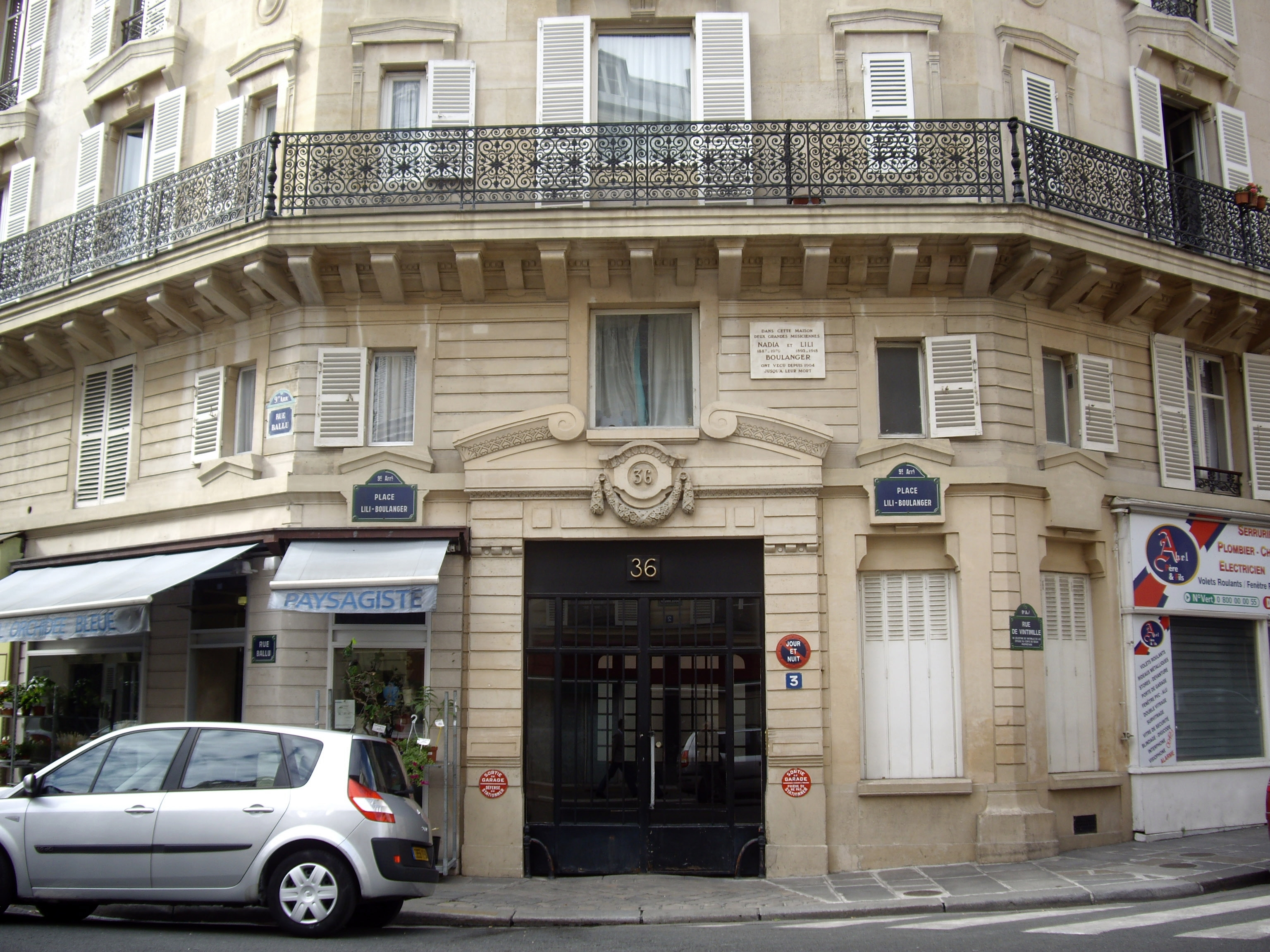
Le n° 36 de la rue Ballu, devenu le n° 3 de la place Lili-et-Nadia-Boulanger, où vécurent les deux sœurs de 1904 à leur mort en 1918 et 1979.

En 1909, Lili Boulanger entre au Conservatoire de Paris dans la classe de composition musicale de Paul Vidal. En 1910, elle publie sa première œuvre, Attente, mélodie sur un poème de Maurice Maeterlinck. Elle présente Pour les funérailles d'un soldat à l'examen de la classe de composition en 1912 et obtient le prix Lepaulle. Puis elle concourt une première fois pour le prix de Rome la même année, mais la maladie qui l'afflige l'oblige à se retirer de la compétition. Elle se présente l'année suivante et devient, en 1913, la première femme à remporter le premier grand prix de Rome de composition musicale avec sa cantate Faust et Hélène,. Une première audition publique de l'œuvre est donnée le 16 novembre 1913 par les Concerts Colonne au théâtre du Châtelet et rencontre un vif succès, tant public que critique. Le 24 novembre, elle est reçue à l'Élysée par le président de la République Raymond Poincaré.
En 1914, Lili Boulanger part pour l'Italie avec sa mère rejoindre les lauréats du prix de Rome à l'Académie de France à Rome (Villa Médicis), sous le directorat d'Albert Besnard. Pendant le trajet, lors de leur passage à Nice, elle demande à Maurice Maeterlinck l'autorisation de mettre en musique la Princesse Maleine. Durant ce premier séjour de quatre mois — écourté par l'éclatement de la Première Guerre mondiale —, elle entame la rédaction de ses trois Psaumes (les Ps. XXIV, CXXIX, CXXX), ainsi que sa Vieille prière bouddhique, œuvres qui ne seront achevées qu'en 1917. Elle commence un cycle de mélodie, Clairières dans le Ciel d'après Tristesses de Francis Jammes dont elle obtient l'autorisation de changer le titre. Elle choisit notamment treize des vingt-quatre poèmes du cycle.
En décembre 1915, grâce au soutien du Comité franco-américain du Conservatoire national de musique et de déclamation, elle fonde avec sa sœur Nadia Boulanger la Gazette des classes de composition du Conservatoire, organisme privé financé par Whitney Warren, qui permet aux musiciens engagés dans la guerre d'échanger des nouvelles. Dix numéros seront publiés jusqu'en juin 1918.
En 1916, elle retourne à Rome, accompagnée de Nadia Boulanger, autant pour la poursuite de son séjour à la Villa Médicis que pour des raisons de santé. Elle rentre alors en France et est la plupart du temps alitée. Une opération en 1917 ne change rien à son état. C'est entre 1916 et 1918 qu'elle composera ses plus grandes œuvres parmi lesquelles Dans l'immense tristesse, sa dernière mélodie mais aussi le Psaume 24 : La Terre appartient à l'Éternel qui renoue avec l'inspiration religieuse de ses premières esquisses, les Psaumes 129 : Ils m'ont assez opprimé et 130 : Du fond de l'abîme.
En 1917, elle termine sa Vieille prière bouddhique, d'après le Visuddhimagga, traduite par Suzanne Karpelès. La même année, elle écrit D'un matin de printemps, plus apaisé et succédant à son opération. En 1918, elle compose D'un soir triste, qui existe dans plusieurs versions dont une pour orchestre, et sur son lit de mort, elle dicte à sa sœur Nadia son ultime œuvre, le Pie Jesu.

### Mort
Atteinte de tuberculose intestinale, liée à la maladie de Crohn, elle meurt à l'âge de vingt-quatre ans le 15 mars 1918, précédant de dix jours Claude Debussy. La Princesse Maleine était alors presque achevée selon certains, mais la partition a été perdue. Elle repose, ainsi que sa sœur, au cimetière de Montmartre (division 33, à l'angle de l’avenue Saint-Charles et du chemin Billaud). Nadia, elle, poursuit une très brillante carrière musicale de pédagogue, jusqu'à sa mort, en 1979.

## Œuvres
Ses compositions incluent des pièces orchestrales ou pour piano, orgue, violon, violoncelle, hautbois ou flûte et, surtout vocales sur des poèmes de Jammes, Maeterlinck, Musset ou bien sur des textes de psaumes. Le diagnostic précoce de sa maladie semble avoir accru sa créativité et ses nombreuses œuvres, d'inspiration biblique ou mystique, semblent marquées par son tragique destin. Plusieurs sont restées inachevées ou sont perdues.

### Piano
- Valse en mi majeur, pour piano (1906) ;
- Prélude (1911) ;
- Prélude en Ré♭ (1911) ;
- D'un vieux jardin, pour piano (1914) ;
- D'un jardin clair, pour piano (1914) ;
- Cortège, version pour piano seul (1914) ; Les pièces D’un vieux jardin, D’un jardin clair et Cortège ont été publiées ensemble sous le titre Trois morceaux pour piano ;
- Thème et variations, pour piano (1914).

### Musique de chambre
- Pièce, pour violon ou flûte et piano (1910) ;
- Nocturne, pour violon ou flûte et piano (1911) ;
- Cortège, pour violon ou flûte et piano (1914) ;
- D'un matin de printemps, pour violon, violoncelle et piano, ou violon ou flûte et piano, ou orchestre (1917-1918) ;
- D'un soir triste, pour violon, violoncelle et piano, ou violoncelle et piano, ou orchestre (1917-1918).

### Musique chorale
- Sous-bois, pour chœur à 4 voix mixtes et piano (1911) ;
- Renouveau, pour chœur à 4 voix mixtes et piano ou orchestre (1911) ;
- Soleils de septembre, pour chœur mixte à 4 voix et piano (1911-1912) ;
- Les Sirènes, pour chœur à 3 voix de femmes et chœur mixte en coulisse, mezzo-soprano solo et piano ou orchestre (1911) ;
- Le Soir, pour chœur à 4 voix et piano ou orchestre (1912) ;
- Pendant la tempête, pour chœur à 3 voix d'hommes et piano (1912) ;
- Soir d’été, pour chœur à 4 voix et piano (1912) ;
- La Source, pour chœur à 4 voix mixtes et piano ou orchestre (1912) ;
- Hymne au soleil, pour contralto, chœur mixte et piano ou orchestre (1912) ;
- Pour les funérailles d'un soldat, pour baryton, chœur mixte et piano ou orchestre (1912) ;
- Soir sur la plaine, pour soprano, ténor, baryton, chœur mixte et piano ou orchestre (1913) ;
- Psaume 24 : La terre appartient à l'Éternel, pour ténor, chœur mixte, orgue et orchestre (1916) ;
- Psaume 129 : Ils m'ont assez opprimé dès ma jeunesse, pour baryton, chœur d'hommes et orchestre (1916) ;
- Psaume 130 : Du fond de l'abîme, pour contralto, ténor, chœur mixte et orchestre (1910, revu en 1917) ;
- Vieille prière bouddhique, pour ténor, chœur mixte et piano ou orchestre (1914-1917).

### Opéra
- La Princesse Maleine, opéra en 5 actes d'après le drame éponyme de Maurice Maeterlinck (inachevé)[9].

### Musique vocale
- Attente, mélodie pour voix et piano (1910) ;
- Maïa, cantate pour soprano, ténor, basse et piano (1911) ;
- Frédégonde, cantate pour soprano, ténor, basse et piano (1911) ;
- Reflets, mélodie pour voix et piano (1911) ;
- Le Retour, mélodie pour voix et piano (1912) ;
- Faust et Hélène, cantate pour mezzo-soprano, ténor, baryton et orchestre (1913) ;
- Clairières dans le ciel, cycle de treize mélodies pour voix et piano (1913-1914) ;
- Dans l'immense tristesse, mélodie pour voix et piano (1916) ;
- Pie Jesu, pour soprano, quatuor à cordes, harpe et orgue (1918).

### Musique orchestrale
- Nocturne, pour flûte ou violon et piano ou orchestre (1911) ;
- D'un matin de printemps, pour violon, violoncelle et piano, ou violon ou flûte et piano, ou orchestre (1917-1918) ;
- D'un soir triste, pour violon, violoncelle et piano, ou violoncelle et piano, ou orchestre (1917-1918).

### Autres
- Fugue, pour 4 voix (1912) ;
- Fugue, pour 4 voix (1913).

## Postérité
Nadia Boulanger a organisé et dirigé, en octobre 1968, un concert dédié au 50e anniversaire de la disparition de sa sœur cadette. Il s'agissait d'un double hommage tant à sa sœur (Pie Jesu) qu'à son professeur Gabriel Fauré (Requiem). L'événement a eu lieu à Londres, en collaboration avec la BBC, qui voulait l'enregistrement direct en faveur de son émission. Un disque du concert a été publié après le décès de Nadia.
En 1918, la sculptrice Lucienne Heuvelmans réalise un buste de Lili Boulanger. Ce buste est conservé à la Philharmonie de Paris.
Lili Boulanger vivait 36 rue Ballu (9e arrondissement de Paris). En 1970, la voie située devant le bâtiment est renommée place Lili-Boulanger puis en 2021 place Lili-et-Nadia-Boulanger,.
En 2003, les frères Lionel et Stéphane Belmondo ont créé l'ensemble de jazz Hymne au Soleil, d'après la pièce éponyme de Lili Boulanger. Ils ont réalisé plusieurs transcriptions de pièces de Lili Boulanger pour leur ensemble.
L'astéroïde Lilith 1181 lui est dédié.

## Discographie
- Lili Boulanger : Du fond de l'abîme, Psaumes 24 & 129, Pie Jesu, Vieille pièce bouddhique, 3 pièces pour violon et piano (Y. Menuhin & C. Curzon) - Orchestre Lamoureux, dir. Igor Markevitch, LP Emi CDM 7 64281 2) (1958 & 1967)
- Lili Boulanger : In memoriam : Thème et variations pour piano - D'un matin de printemps pour violon et piano - Nocturne pour violon et piano - Cortège pour violon et piano - Clairières dans le ciel (poésies de Francis Jammes) : Elle était descendue - Si tout ceci - Nous nous aimerons tant - Demain, fera un an - D'un vieux jardin pour piano - D'un jardin clair pour piano - Dans l'immense tristesse pour voix et piano - Le retour pour voix et piano - Pie Jesu pour voix, harpe, orgue et quatuor à cordes, (+ œuvres de Nadia Boulanger), Isabelle Sabrié, Sylvie Robert, Doris Reinhardt (sopranos), Olivier Charlier (violon), Émile Naoumoff (piano), CD Patrimoine Naxos, (1993)
- Lili Boulanger : Psaumes 24 - 129 - 130, Pour les funérailles d'un soldat, D'un soir triste, D'un matin de printemps, Vieille prière Bouddhique, Sonia de Beaufort (mezzo-soprano), Martial Defontaine (ténor), Vincent Le Texier (baryton), Chœur symphonique de Namur, Orchestre philharmonique du Luxembourg, dir. Marc Stringer, CD Timpani (1998)
- Lili Boulanger : Les mélodies (Clairières dans le ciel — Quatre mélodies — Trois morceaux pour piano), Jean-Paul Fouchécourt (ténor), Sonia de Beaufort (mezzo-soprano) et Alain Jacquon (piano), CD Timpani, (1999)
- Lili Boulanger : Psaume 24 – Faust et Hélène – D’un soir triste – D’un matin de printemps – Psaume 130, Lynne Dawson (mezzo-soprano), Ann Murray (mezzo-soprano), Bonaventura Bottone (ténor), Neil MacKenzie (ténor), Jason Howard (basse), City of Birmingham Symphony Chorus, BBC Philharmonic, dir. Yan Pascal Tortelier, CD Chandos (1999)
- Lili Boulanger : Psaume 24 - Psaume 129 - Vieille prière bouddhique - « Du fond de l'abîme » Psaume 130 (+ Stravinsky : Symphonie de psaumes), Sally Bruce-Payne (mezzo-soprano) et Julian Podger (ténor), Monteverdi Choir, London Symphony Orchestra, dir. John Eliot Gardiner, CD Deutsche Grammophon (2002) ; réédition Brilliant Classics (2008)
- Lili Boulanger : Nocturne pour alto et harpe (+ œuvres de Bochsa, Chausson, Damase, Hérold, Milandre, Proust), Pierre-Henri Xuereb (alto), Rachel Talitman (harpe), CD Harp & C° (2008)
- Lili Boulanger : Hymne au Soleil : Œuvres chorales, Orpheusvokalensemble, Antonii Baryshevskyi (piano), Michael Alber (direction), Carus 83.489/00 (2018)[15]
- Lili Boulanger : Nocturne pour flûte et piano ; D'un matin de printemps pour flûte et piano (+ œuvres de Clémence de Grandval, Cécile Chaminade, Mel Bonis et Augusta Holmes) dans Compositrices à l'aube du XXe siècle, Juliette Hurel (flûte), Hélène Couvert (piano), CD Alpha classics (2020)
- Lili Boulanger : Nocturne, pour flûte et piano (plus œuvres de Germaine Tailleferre, Mel Bonis, Lita Grier, Nancy Galbraith) dans Day & Night : Modern Flute & Piano Duos by Women Composers, Erin K. Murphy (flûte) et Kirstin Ihde (piano), Albany (2020)
- Lili Boulanger : D'un matin de printemps, pour violon et piano ; Nocturne, pour violon et piano (+ œuvres de Eugénie Alécian, Gustave Samazeuilh, Olivier Messiaen, Robert Schumann, André Mathieu, Fritz Kreisler, Arnold Schönberg) dans Fantaisies, Jean-Samuel Bez (violon) et Jean-Luc Therrien (piano), Klarthe KL148 (2022)
- Nadia & Lili Boulanger : Les heures claires, the complete songs, Lucile Richardot (mezzo-soprano), Anne de Fornel (piano), Stéphane Degout (baryton), Raquel Camarinha (soprano), Sarah Nemtanu (violon), Emmanuelle Bertrand (violoncelle),  Harmonia Mundi Musique 902356.58 (2023)